# Caine (fiume)
Caine è un fiume della Bolivia. Nasce nel sud-ovest del Dipartimento di Cochabamba, dalla confluenza dei fiumi Rocha e Arque, nelle Ande boliviane. Scorre per 162 km per sfociare infine nel Rio Grande.